# Hinneryds socken
Hinneryds socken i Småland ingick i Sunnerbo härad i Finnveden och området ingår sedan 1971 i Markaryds kommun och motsvarar från 2016 Hinneryds distrikt i Kronobergs län.
Socknens areal är 231,43 kvadratkilometer, varav land 226,04. År 2000 fanns här 595 invånare. Kyrkbyn Hinneryd med sockenkyrkan Hinneryds kyrka ligger i socknen. 

## Administrativ historik
Hinneryds socken har medeltida ursprung. 
Vid kommunreformen 1862 övergick socknens ansvar för de kyrkliga frågorna till Hinneryds församling och för de borgerliga frågorna till Hinneryds landskommun. Landskommunen uppgick 1952 i Traryds köping innan den 1971 uppgick i Markaryds kommun.
1 januari 2016 inrättades distriktet Hinneryds, med samma omfattning som församlingen hade 1999/2000.
Socknen har tillhört samma fögderier och domsagor som Sunnerbo härad. De indelta soldaterna tillhörde Kronobergs regemente, Södra Sunnerbo kompani och Smålands grenadjärkår, Sunnerbo kompani.

## Geografi
Hinneryds socken ligger mellan Hallandsgränsen och Bolmån. Socken består av kuperad skogsbygd, rik på mossar i öster.

## Fornminnen
En boplats från stenåldern finns på näset vid Lagan och Bolmån och finns i socknen ett järnåldersgravfält. Även finns här en befäst gårdsanläggning vid Skagaholm och en offerkälla vid prästgården.

## Namnet
Namnet (1350 Hyndorydh), taget från kyrkbyn, har ett förled som bildats från ett äldre namn på Hinneån. Efterledet är ryd, röjning.

### Fotnoter
1. 1 2 3  Svensk Uppslagsbok andra upplagan 1947–1955: Hinneryd socken
2. 1 2  Harlén, Hans; Harlén Eivy (2003). Sverige från A till Ö: geografisk-historisk uppslagsbok. Stockholm: Kommentus. Libris 9337075. ISBN 91-7345-139-8
3. ↑  Administrativ historik för Hinneryd socken (Klicka på församlingsposten). Källa: Nationella arkivdatabasen, Riksarkivet.
4. 1 2  Sjögren, Otto (1931). Sverige geografisk beskrivning del 2 Östergötlands, Jönköpings, Kronobergs, Kalmar och Gotlands län. Stockholm: Wahlström & Widstrand. Libris 9939
5. 1 2 3  Nationalencyklopedin
6. ↑  Fornlämningar, Statens historiska museum: Hinneryds socken
7. ↑  Fornminnesregistret, Riksantikvarieämbetet: Hinneryds socken Fornminnen i socknen erhålls på kartan genom att skriva in sockennamn (utan "socken") i "Ange geografiskt område"